# Инцидент возле ворот Хамагури
Инцидент возле ворот Хамагури (яп. 蛤御門の変 / 禁門の変 хамагуригомон но хэн / киммон но хэн) — вооружённый конфликт, вспыхнувший 20 августа 1864 года в японской столице Киото между воинами сёгуната и княжества Тёсю.

## История
В 1864 году между правителями княжества Тёсю, которые были лидерами антиправительственной оппозиции в Японии, шли дебаты о захвате японской столицы Киото. Во время инцидента 30 сентября прошлого года их выгнали оттуда силы умеренной партии, защищавшие сёгунат. Однако в 1864 году союз этих сил раскололся, поэтому большинство правительственных чиновников Тёсю, возглавляемое Курусимой Матабэем, настаивала на немедленном возвращении в столицу. Меньшинство под руководством Такасуги Синсаку и Кидо Такаёси предлагало занять выжидательную позицию и не спешить с захватом Киото.
В результате дебатов большинство победило, поэтому княжество Тёсю отправило авангардные войска в Киото. Их возглавили старейшины Фукухара Мототакэ, Куниси Тикасукэ, Масуда Уэмонсукэ, а также чиновники Курусима Матабэй, Кусака Гэндзуй и Маки Ясуоми. Когда офицеры Тёсю-хана достигли столицы и обратились к Императору с требованием выступить против сёгуната, то получили отказ. 20 августа 1864 года, не дожидаясь прибытия основных сил из Тёсю, части авангарда, расположенные возле Императорского дворца, квартала Сакаи и посёлка Фусими, начали столкновения с сёгунатским гарнизоном столицы. На помощь последнему прибыли отряды княжеств Сацума, Айдзу, Кувана и Огаки. Части под командованием Курусимы пробились к воротам Хамагури Императорского дворца, но были остановлены защитниками. В бою Курусима погиб, а Кусака и Маки покончили с собой. Использование огнестрельного оружия обеими сторонами вызвало в городе большой пожар, в котором сгорело более 28 тысяч зданий.
Инцидент возле ворот Хамагури послужил поводом для организации сёгунатом первой карательной экспедиции в княжество Тёсю. Последнее не могло противостоять правительству и капитулировало. Организаторы похода на Киото и офицеры, которые принимали в нём участие, были казнены.

## В кино
- «Бродяга Кэнсин: Хроники великого пожара в Киото» / Rurouni Kenshin Kyoto Taika hen — режиссёр Кэиси Отомо (Япония, 2014)